# Edward Elric
Edward Elric (エドワード・エルリック, Edowādo Erurikku), ou simplesmente Ed (エド, Edo), é um personagem fictício e protagonista, junto com seu irmão Alphonse, da série de mangá Fullmetal Alchemist criada por Hiromu Arakawa. Edward, detém o título de "Fullmetal Alchemist" (鋼の錬金術師, Hagane no Renkinjutsushi, lit. " Alquimista de Aço"), sendo o alquimista federal mais jovem da história de Amestris, o país fictício onde se passa a série. Após falhar em ressuscitar sua mãe através da alquimia perdeu misteriosamente sua perna esquerda e deu seu braço direito em troca da alma de seu irmão. Seus membros perdidos foram substituídos por próteses sofisticadas chamadas de automail. Tanto no mangá como nas duas adaptações para anime, ele e seu irmão mais novo, Alphonse Elric, percorrem o mundo em busca da Pedra Filosofal com a esperança de que possam restaurar seus corpos. Além disso, Ed apareceu em outras mídias relacionadas a série, incluindo jogos eletrônicos, OVAs e light novels.
Publicações de diferentes mídias foram escritas à respeito do personagem. Os críticos o elogiaram pelo seu equilíbrio entre o típico garoto inteligente e o personagem obstinado. Adicionalmente, seus momentos cômicos foram aclamados como os melhores momentos da série. Nas duas adaptações do anime, a voz em japonês de Edward foi provida por Romi Paku e na versão brasileira por Marcelo Campos. Romi foi elogiada por suas atuações como Edward Elric e ganhou vários prêmios pelo trabalho. Inúmeros produtos semelhantes ao personagem têm sido lançados, estes incluem desde chaveiros a figuras de ação.

## Aparições
Edward Elric é o mais jovem alquimista federal eleito pelo estado militar do país, motivo pelo qual pouco depois recebeu o título de "Fullmetal Alchemist" pelo chefe militar, King Bradley. Ele e seu irmão mais novo, Alphonse, tentam obter a lendária Pedra Filosofal com o intuito de restaurar seus corpos após uma desastrosa tentativa de trazer sua mãe de volta à vida através do uso de alquimia. Edward nasceu em uma pequena cidade chamada Resembool, onde vivia com Alphonse e seus pais, Trisha Elric e Van Hohenheim. Depois que Hohenheim abandonou a família, em uma viagem no início da vida de seus filhos e Trisha morreu em decorrência de uma doença vários anos mais tarde, os dois jovens foram supervisionados por sua vizinha e amiga de seu pai, Pinako Rockbell. Durante esse tempo, eles se concentraram no estudo da alquimia na esperança de trazer sua mãe de volta à vida, e treinaram com uma habilidosa alquimista chamada Izumi Curtis. Retornando de seu treinamento, realizaram o maior tabu da alquimia, a transmutação humana. A tentativa falhou, fazendo com que Edward perdesse sua perna esquerda e Alphonse seu corpo inteiro. Edward então realizou uma segunda transmutação, sacrificando seu próprio braço direito para unir a alma de Alphonse a uma armadura. Para que pudesse se locomover, foram implantadas em seu corpo próteses chamadas de automail, que foram projetadas por sua amiga de infância, Winry Rockbell, que muitas vezes está ocupada reparando o automail de Edward, o qual regularmente quebra e se danifica durante os combates. À medida que a série continua, os dois progressivamente desenvolvem uma relação romântica, eventualmente confessando seus sentimentos uns aos outros no final da série.
A motivação de Edward provem do amor que sente pelo seu irmão, Alphonse, a quem está buscando desesperadamente uma maneira de recuperar sua forma humana depois do erro que cometeu. É extremamente idealista, e acredita firmemente no conceito alquímico da "troca equivalente", que estabelece que para obter alguma coisa é necessário sacrificar algo de mesmo valor. Edward se comporta de uma maneira infantil ao falarem de sua pequena estatura, com tendência a reagir exageradamente a qualquer comentário negativo sobre o assunto, geralmente atacando as pessoas em um acesso de raiva. Ao contrário de outros alquimistas que utilizam o círculo de transmutação, Edward tem a capacidade de criar correntes de alquimia em seu corpo, simplesmente juntando suas mãos. Este é uma consequência dele ter visto o Portão da Verdade, a fonte de todo o conhecimento da alquimia, após a tentativa de realizar uma transmutação humana. Além de suas habilidades de alquimia, Edward é um lutador formidável, como resultado de seu treinamento com Izumi, que havia treinado exaustivamente os dois irmãos em artes marciais.
Durante a busca pela pedra, eles se tornam alvos de Scar, um ishbaliano vingativo, e dos seres imortais conhecidos como homúnculos. Quando ele e seu irmão descobrem que os homúnculos e a Pedra Filosofal estão relacionados, trabalham juntamente com seus companheiros a fim de encontrá-la. No entanto, os irmãos Elric logo conhecem o criador dos homúnculos, "Pai", e se vêm obrigados a continuar trabalhando com os militares de alta patente que secretamente usam seus amigos de Resembool como reféns. Incapazes de proteger seus amigos, Ed e Al viajam ao norte do país para solicitar ajuda de Olivier Mira Armstrong. Pouco depois de sua chegada, o alquimista federal Solf J. Kimblee leva Winry ao norte como refém, sem ela saber, para obrigar Edward a continuar seu trabalho. Quando os irmãos recebem ordens para capturar Scar, decidem pedir ajuda para levar Winry a um lugar seguro, e posteriormente, Edward descobre que Pai planeja realizar um círculo de transmutação humana usando todo o país. Então, Edward, Alphonse e seus aliados se unem numa tentativa de derrotá-lo. Eles vão a um complexo subterrâneo em que Edward vai ser usado como um sacrifício para a transmutação de Pai. Enquanto lutam contra ele, Edward perde seu braço automail, o que o torna incapaz de realizar alquimia. Alphonse, à beira da morte devido ao dano em seu selo de sangue, transmuta sua alma para restaurar o braço original de Edward. Depois de derrotar Pai, Edward consegue restaurar o corpo original de Alphonse sacrificando sua própria capacidade de usar alquimia. Desistindo de alquimia para sempre, eles retornam à sua cidade natal para viver vidas normais. Dois anos depois, Edward decide pesquisar a alquimia e dirigi-se para o oeste.

### Primeira série de anime
Apesar de ter a mesma origem e características tanto no mangá como no anime, ele se encontra com diferentes pessoas e inimigos. No primeiro anime, Edward descobre o segredo para destruir um homúnculo durante um encontro com Ganância, quem ele mata em uma tentativa de salvar Alphonse. Quando descobre a intenção de Scar em criar uma Pedra Filosofal, ele impede que as pessoas de Lior sejam sacrificadas para isso. Durante sua luta contra os homúnculos, Edward é assassinado por Envy, porém Alphonse utiliza o poder da Pedra Filosofal para curar com êxito o corpo de seu irmão e restaurar sua alma. No entanto, ao fazê-lo, Alphonse desaparece. Após ser revivido, Edward sacrifica a própria vida para trazer de volta seu irmão. Consequentemente, ele se vê do outro lado do Portão da Verdade, um universo paralelo, enquanto Alphonse recupera seu corpo original. Determinado a reencontrar Alphonse, Edward se vê envolvido na investigação de foguetes na Alemanha, com a intenção de usar essa tecnologia para retornar ao seu mundo de origem. No filme, Fullmetal Alchemist the Movie: Conqueror of Shamballa, depois de dois anos após o final do anime, ele estava vivendo na Alemanha e procurando uma maneira de retornar ao seu mundo. No final do filme, decide ficar no mundo paralelo para, junto com seu irmão, proteger ambos os mundos.

### Em outras mídias
Edward também aparece em quase todos os OVAs de Fullmetal Alchemist. No primeiro aparece como uma versão super deformada de si mesmo na festa para celebrar o encerramento das filmagens do filme; no segundo aparece como um velho que vive na moderna Tóquio e na terceira animação desempenha um papel importante na batalha contra os homúnculos do primeiro anime. Como protagonista da série, Edward é um personagem jogável em todos os jogos de Fullmetal Alchemist. Os três jogos para PlayStation 2 – Fullmetal Alchemist and the Broken Angel, Fullmetal Alchemist 2: Curse of the Crimson Elixir e Fullmetal Alchemist 3: Kami o Tsugu Shōjo – contam histórias exclusivas em que os Elric seguem buscando a Pedra Filosofal. No jogo para Nintendo DS, Fullmetal Alchemist Dual Sympathy, ele e Alphonse revivem a primeira série do anime. Ele também aparece nos jogos de cartas colecionáveis de Fullmetal Alchemist. Há duas image song baseados no personagem. A primeira se chama Hagaren Song File – Edward Elric (Hagaren Song File – エドワード・エルリック) e a segunda Theme of Edward Elric. Ambos os álbuns foram gravados pela dubladora japonesa, Romi Paku. Ele também aparece em cada uma das light novels escritas por Makoto Inoue, que continuam a busca de Ed e Al pela Pedra Filosofal e ao mesmo tempo incorporam diferentes histórias das que aparecem no mangá e anime.

## Criação e concepção

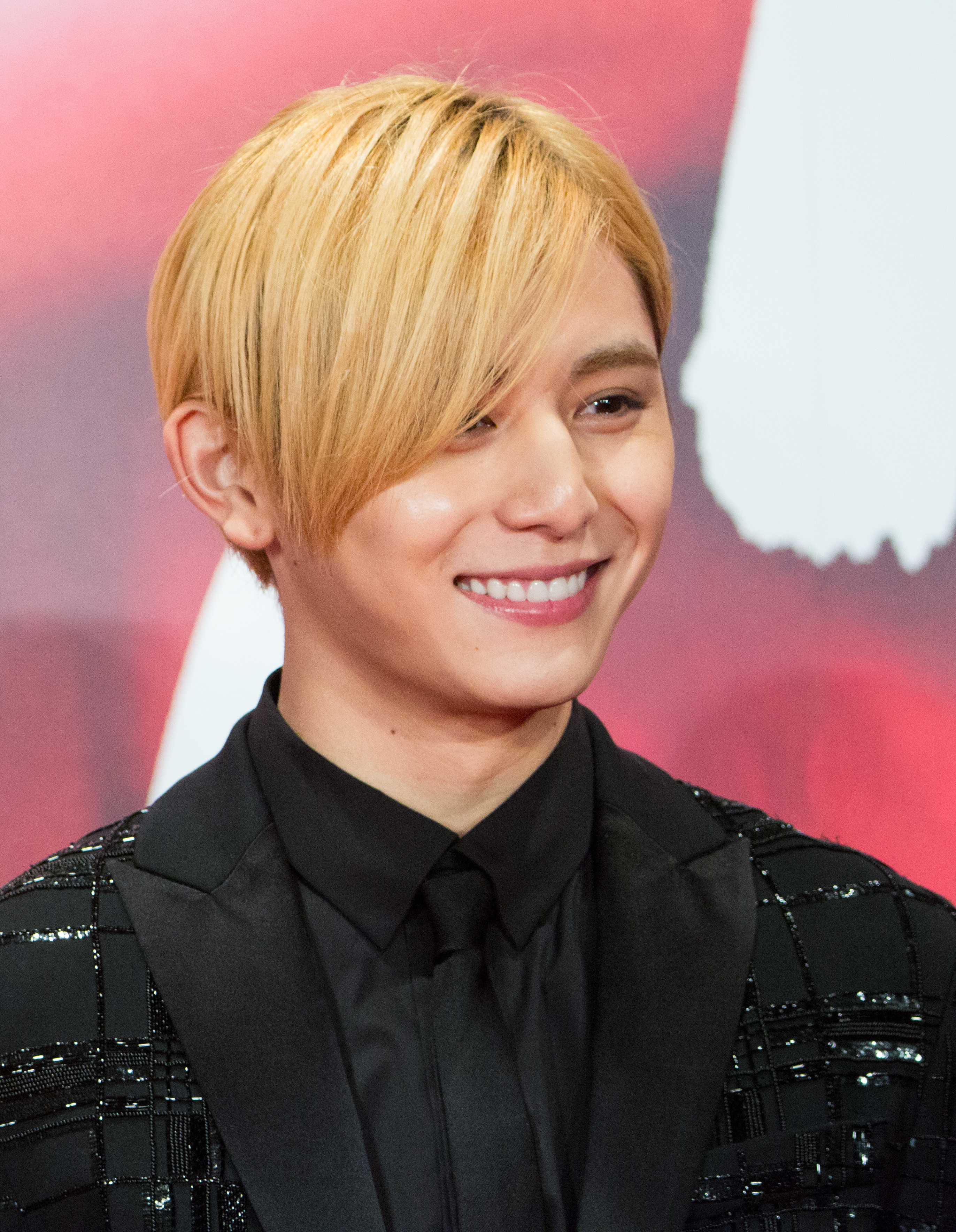
Yamada Ryosuke durante a Cerimônia de Abertura do 30º Festival Internacional de Cinema de Tóquio.

A autora Hiromu Arakawa incorporou vários problemas sociais na trama, como por exemplo na forma em que Edward e Alphonse fortalecem seus vínculos como irmãos após a morte de sua mãe, Trisha. Também analisa como os irmãos ajudam as pessoas em todo seu país para obter uma compreensão do que significa a família. Ao descrever a personalidade do personagem, comentou que após a partida de seu pai e da morte de sua mãe, Edward tenta assumir o papel de homem da família Elric. Como resultado, o reaparecimento de Van Hohenheim causou uma reação de choque e pavor no personagem. Arakawa salientou que Edward é um de seus personagens favoritos da série, no entanto negou ter a mesma personalidade que ele quando um de seus assistentes mencionou.
Ao comparar os dois irmãos no decorrer da série, Arakawa declarou que apesar de Alphonse também obter a capacidade de usar alquimia sem um círculo como Edward, ninguém era melhor na alquimia, os dois tiveram preferências diferentes, da mesma maneira que outros alquimistas que apareceram na série. Embora ela alegue que não tenha pensado sobre as datas de nascimento dos personagens, Arakawa afirmou que decidiu a data de nascimento do personagem durante a publicação da série. Durante um capítulo em que é mencionado que Edward estava prestes a completar dezesseis anos, o inverno estava começando em Hokkaido, local de nascimento de Arakawa, então foi decidido que sua data de nascimento seria no inverno. Em uma piada do gênero pastelão comum da série, Edward geralmente é atingido por uma chave de Winry Rockbell. Arakawa comenta que ele poderia facilmente esquivar-se dela, mas ele se deixa atingir de propósito, por conta de sua personalidade. O diretor da primeira série de anime, Seiji Mizushima, disse que no desenvolvimento da história, Edward "evolui e se transforma", Mizushima comentou que ele continuamente supera lutas internas para determinar de que maneira crescer como pessoa. A aparência do seu automail no anime é usada para simbolizar os valores intangíveis de seu caráter, para que os telespectadores possam notar que ele perdeu algo importante.
Em um protótipo da série, o personagem era um adolescente de dezoito anos de idade, que viajava ao lado de seu pai cuja alma havia sido selada num esquilo-voador. Edward tinha uma altura média, entretanto manteve seu automail. A fim de adaptar-se aos leitores da revista Monthly Shonen Gangan, as suas características foram modificadas, o deixando em sua forma atual. Sua altura foi reduzida, para contrastar com a armadura enorme de Alphonse. Na concepção do personagem, Arakawa muitas vezes se preocupou em não fazer um automail muito volumoso para prevenir que tivesse que equilibrar isso aumentando os músculos de Edward, o que tornaria sua aparência inadequada para sua idade. Ela também muitas vezes desenhou o personagem de corpo inteiro, mas em um determinado momento ela acabou notando que havia o feito muito alto. Conforme a publicação do mangá continuava, Arakawa percebeu que já havia o desenhado seminu várias vezes, até mesmo mais do que Alex Louis Armstrong, que tende a exibir seu torso. Embora tenha afirmado que isso acontecia porque ela queria desenhar o automail de Edward, ela comentou que era comum os homens andarem de roupas íntimas em sua casa.

## Recepção
Edward foi bem recebido pelos leitores de mangá; em cada uma das pesquisas de popularidade realizadas pela Monthly Shōnen Gangan ocupou o primeiro lugar. Ele também ganhou a vigésima sexta edição do prêmio anual da Animage, o Anime Grand Prix, na categoria "Personagem Masculino Favorito"; Romi Paku, que dá voz ao personagem na versão japonesa, ganhou na categoria de "Seiyu Favorito". Edward manteve uma elevada posição na enquete do ano seguinte na mesma categoria. Na edição de julho de 2009 da revista Newtype, foi eleito o quarto personagem masculino mais popular da década de 2000. Na edição de agosto de 2009 desceu para a quarta posição. Numa pesquisa da Newtype de março de 2010, ele foi votado como o quarto personagem de anime mais popular da década de 2000. No Anime Awards 2006 da About.com, venceu na categoria "Melhor personagem principal - Masculino". Também foi o sétimo de 25 "Melhores personagens de anime" de todos os tempos segundo a IGN com o escritor Chris Mackenzie, dizendo que "[Edward] e seu irmão mais novo, Al, criaram uma das melhores equipes de comédia de ação da história recente". Várias mercadorias têm sido lançados semelhantes ao personagem, incluindo pelúcias, figuras de ação e chaveiros. Vic Mignogna, que dubla-o em inglês, ganhou o American Anime Awards na categoria de "Melhor Ator" por sua interpretação do personagem.
Várias publicações de mangá, anime e outras mídias relacionadas têm proporcionado elogios e críticas sobre o personagem. A escritora da IGN, Hilary Goldstein elogiou Edward pelo seu equilíbrio entre o típico garoto inteligente e o personagem de garoto obstinado, explicando que isso permite ao personagem "variar entre momentos cômicos e dramas profundos sem parecer falso." Além disso, Melissa Harper do Anime News Network destaca as expressões faciais de Edward como alguns dos aspectos mais engraçados da série, incluindo também os momentos em que ele reage de maneira violenta aos comentários sobre sua baixa estatura. Os críticos também o elogiam por não ser um personagem estereotipado shōnen notando que suas "habilidades, relacionamentos e personalidade são muito reais." Samuel Arbogast do site especializado em animes T.H.E.M. Anime Reviews também comenta que a interação entre os irmãos Elric em sua jornada é interessante, sobretudo pelas cenas de humor entre os dois, ajudando a equilibrar as "partes obscuras" da série. Da mesma forma, Jarred Pine do portal de entretenimento Mania Entertainment, gostou da dinâmica entre os irmãos, pois enquanto Edward é frequentemente confrontado com tais "caminhos obscuros", do mesmo modo que os vilões da série, ele sempre é apoiado por Alphonse que se certifica que ele esteja bem. Judge Joel Pearce da DVD Verdict comentou sobre a jornada de Edward, considerando o personagem "moralmente complexo" e que continuamente está tentando fazer o bem dentro de uma organização moralmente questionável. Lydia Hojnacki do Pop Culture Shock listou Ed como uma das razões pelas quais ela gosta de Fullmetal Alchemist, observando a evolução de seu caráter pessoal ao longo da série, de uma maturidade simples a uma sensibilidade emocional mais profunda. Holly Ellingwood do Active Anime, notou que o personagem tem um desenvolvimento notável no mangá após conhecer seu pai, pois isto fez com que ele decidisse investigar o humano que ele e Alphonse criaram quando crianças, o que o levou a encontrar uma pista sobre como recuperar o corpo de seu irmão. Por outro lado, Maria Lin do Animefringe criticou o desenvolvimento de Edward na primeira adaptação do anime Fullmetal Alchemist, pois no final da série ele novamente tentou ressuscitar um ser humano.